# Megachile rufisetosa
Megachile rufisetosa là một loài Hymenoptera trong họ Megachilidae. Loài này được Pasteels mô tả khoa học năm 1976.